# OpenFeint
OpenFeint was een sociaal platform en een applicatie voor iOS en was  ook beschikbaar op Android. Het was ontwikkeld door Aurora Feint en werd gebruikt door veel iPod-, iPad- en iPhoneapplicaties. Een soortgelijk sociaal platform is Plus+.

## OpenFeint
Met OpenFeint konden applicatieontwikkelaars gemakkelijk een sociaal netwerk toevoegen aan hun app. OpenFeint had onder andere highscores, achievements, forums en een chatfunctie. OpenFeint was voor de meeste apps optioneel.

## Geschiedenis
De eerste versie van OpenFeint kwam uit op 17 februari 2009. Na het uitbrengen van OpenFeint 2.0 in juni 2009 verkreeg OpenFeint binnen een maand een miljoen actieve gebruikers. Sinds deze versie was het gratis om OpenFeint in een app te integreren.
Versie 2.1 van OpenFeint kwam uit op 14 augustus 2009. Deze versie had een aantal vernieuwingen. Gebruikers konden andere gebruikers toevoegen als vriend en hen uitdagen door middel van 'Social Challenges'.
In april 2011 kocht GREE, Inc. OpenFeint. Op 14 december 2012 werd OpenFeint door GREE stopgezet.

## Benoemenswaardige Apps
- Bomberman Touch 2: Volcano Party
- Fieldrunners
- Fruit Ninja
- geoDefense
- geoDefense Swarm
- Minigore
- Pocket God
- Rollercoaster Rush 3D
- BanditNation
- Stick Wars
- TripleTown